# Llano Grande, Nogales
Llano Grande är en ort i Mexiko.   Den ligger i kommunen Nogales och delstaten Veracruz, i den sydöstra delen av landet, 210 km öster om huvudstaden Mexico City. Llano Grande ligger 1 458 meter över havet och antalet invånare är 119.
Terrängen runt Llano Grande är bergig åt nordost, men åt sydväst är den kuperad. Llano Grande ligger nere i en dal. Runt Llano Grande är det ganska tätbefolkat, med 134 invånare per kvadratkilometer. Närmaste större samhälle är Orizaba, 14,5 km öster om Llano Grande. I omgivningarna runt Llano Grande växer huvudsakligen savannskog.